# 墨子号人力飞机
墨子号是中国的首架人力飞机，于北京时间2009年3月26日下午5:26在上海奉贤海湾成功首飞，飞行126米，高度2.6米，航速7米/秒。并于2017年8月15日下午5:26分在上海的奉贤海湾再一次成功完成飞行。“墨子号”的名称来源于2000多年前的中国古代思想家墨子，后者据称因其“想要造一只木头做的大鸟”的想法而成为“首个提出人力飞机概念的人”。墨子号人力飞机翼展27.4米、长7.4米、高度1.85米、净重量38公斤，由中国奥科赛飞机有限公司独立研发设计与制造，试飞员毛一青同时也是上海奥科赛飞机有限公司的总经理。